# السهوب الشمالية الصحراوية والغابات

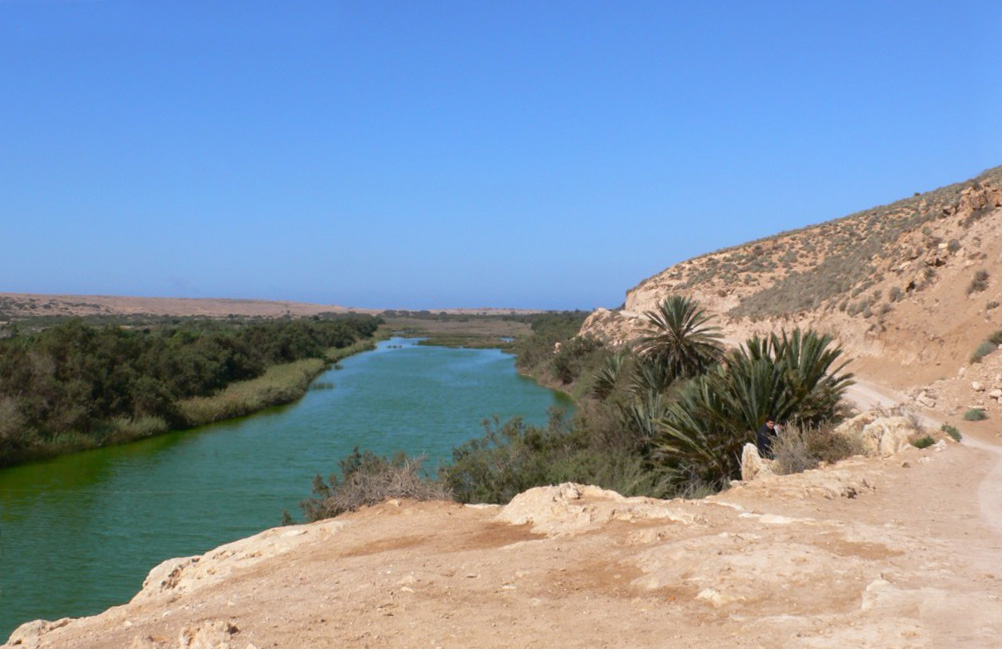
منتزه سوس ماسة الوطني في المغرب

السهوب الشمالية الصحراوية والأراضي الحرجية عبارة عن منطقة صحراوية، في منطقة صحارى وشجيرات حيوم الأحيائية، التي تشكل الحافة الشمالية للصحراء. تمتد شرقًا وغربًا عبر شمال إفريقيا، جنوب غابات البحر الأبيض المتوسط الجافة ومنطقةالسهوب البيئية في المنطقة المغاربية وبرقة، التي تعد جزءًا من غابات البحر الأبيض المتوسط والغابات والقشود الأحيائية. أمطار الشتاء تحافظ على الأراضي الشجرية والغابات الجافة التي تشكل منطقة بيئية بين مناطق مناخ البحر المتوسط إلى الشمال ومنطقة الصحراء القاحلة شديدة الجفاف إلى الجنوب.

## جغرافية
تغطي سهول شمال الصحراء والأراضي الحرجية 1675300 كيلومتر مربع (646800 ميل مربع) في الجزائر ومصر وليبيا وموريتانيا والمغرب وتونس والصحراء الغربية.
المناخ في هذه المنطقة حار وجاف في فصل الصيف ولكن أكثر برودة مع بعض الأمطار في فصل الشتاء. منخفضات المحيط الأطلسي تخترق في بعض الأحيان الداخلية بين أكتوبروأبريل. هطول الأمطار غير منتظم، ولكن متوسطه 100 مم (4 بوصات) في الشمال و50 ملم (2 بوصة) في الجنوب. خلال فصل الصيف، ترتفع درجات الحرارة بانتظام إلى 40 إلى 45 درجة مئوية (104 إلى 113 درجة فهرنهايت) ويتعدى التبخر بكثير هطول الأمطار.

## علم البيئة
هناك موائل مختلفة في المناطق البيئية بما في ذلك النظم الرملية والهضاب الصخرية والأودية والاكتئاب والجبال. لكل منها أنواعها المميزة، وهناك توطن كبير لكل من النباتاتوالحيوانات في المنطقة. الثدييات الصغيرة المستوطنة في منطقة الصحراء تشمل يربوع رباعي الأصابع (Allactaga tetradactyla)، جربيل شمال أفريقيا (Gerbillus campestris)، جربيل جيمس (G. jamesi)، عضل شاحب (G. perpallidus)، جربيل أقل ذيل قصير (G. simoni)، عضل سرتي (G. syrticus)، عضل أليان (Pachyuromys duprasi)، وجرد شو (Meriones shawi). أكبر الثدييات تشمل غزال دوركاس (Gazella dorcas)، غزال الجبل (Gazella cuvieri)، وغزال نحيل القرون (Gazella leptoceros). هناك مجموعة متنوعة من الثعابين والسحالي، بما في ذلك نوعين مستوطنين، قاضي الجبل المصري(Trapelus mutabilis)، وبرص تحت الحجر مخطط (Tropiocolotes nattereri). هناك عدد قليل من البرمائيات، تيزنيت الضفدع (Bufo brongersmai)، يجري المستوطنة في المنطقة الساحلية في شمال أفريقيا. من بين أنواع الطيور، حبارى أفريقي (Chlamydotis undulata)، والحبار النوبي (Neotis nuba)، انخفضت في أعداد بسبب ضغط الصيد.